# ドラマ・デスク・アワード
ドラマ・デスク・アワード (Drama Desk Awards ) は、1955年よりドラマ・デスク・オーガニゼーションから毎年ニューヨークのブロードウェイ、オフ・ブロードウェイ、オフ・オフ・ブロードウェイの優秀な舞台作品に贈られる賞。ただし1968年-1969年シーズンではブロードウェイ・プロダクションは除外された。アメリカの演劇界で栄誉ある賞の1つとされている。

## 歴史
1949年、ニューヨークの演劇評論家、編集者、記者、出版者により演劇界の重要事項の周知のためドラマ・デスク・オーガニゼーションが組織された。ヴァーノン・ライス・アワードの名で授賞式が開始された。オフ・ブロードウェイの記事の創始者である『ニューヨーク・ポスト』紙の批評家ヴァーノン・ライスに敬意を表して名付けられた。1963年-1964年シーズンにドラマ・デスク・アワードに改名された。
1974年、ドラマ・デスクは非営利組織となった。1975年、受賞者だけでなくノミネートも公表されることになった。
ドラマ・デスクには演劇評論家、記者、編集者など140名以上の会員がおり、賞に投票ができる。
ドラマ・デスクの職員およびノミネーティング委員会の会員は全員ボランティアで様々な活動を行っている。ノミネーティング委員会は作品を観劇し、原則的に月2回会議を行う。会員全員の投票によりノミネートを決める。この賞は報道関係者の投票により決定されることが特徴である。
これまでの受賞者にはバーナデット・ピーターズ、ダスティン・ホフマン、アル・パチーノ、キャサリン・ゼタ＝ジョーンズなどがいる。
36年以上、ドラマ・デスク・アワードは著名な役者、脚本家、デザイナーのほか、新人にも授賞している。ドラマ・デスクはニューヨーク初の演劇授賞組織であり、エドワード・オールビー、ウェンディ・ワッサースタイン、ジョージ・C・スコットなど才能豊かな者に授賞している。また『ドライビング Miss デイジー』、『アザー・ピープルズ・マネー』、『マグノリアの花たち』、『真夜中のパーティ』などの作品が受賞したことによりさらに人気が加速した。
2010年、ウィリアム・ウォルフがドラマ・デスクの会長となることが発表され、2011年、アイザ・ゴールドバーグが後任となった。2015年現在ドラマ・デスク・アワードのマネージング・エグゼクティヴ・プロデューサーはグレッチェン・シュガートであり、会長はチャールズ・ライトである。バーバラ・シーガルがノミネーティング委員会の委員長を務める。
当初より専門家を招いてパネル・ディスカッションを行っており、ブロードウェイ、オフ・ブロードウェイ、オフ・オフ・ブロードウェイの情報の共有および会議の活性化に努めている。

## 授賞式
| 年            | ノミネート発表日時 | 司会者                                                                 | 授賞式日時    | 会場                             | 司会者 | 脚注   |
| ------------- | ------------------ | ---------------------------------------------------------------------- | ------------- | -------------------------------- | --- | ------ |
| 2007年–2008年 | 2008年4月28日      | ビビ・ニューワース、レン・キャリオー                                   | 2008年5月18日 | ラガーディア・コンサート・ホール | ジェフ・ボウエン、ハンター・ベル、スーザン・ブラックウェル、ハイディ・ブリクンスタッフ、ラリー・プレスグローヴ | [ 12 ] |
| 2008年–2009年 | 2009年4月27日      | ジム・デイル、フェイス・プリンス                                       | 2009年5月17日 | ラガーディア・コンサート・ホール | ハーヴェイ・ファイアスタイン                                                                                   | [ 13 ] |
| 2009年–2010年 | 2010年5月3日       | N/A                                                                    | 2010年5月23日 | ラガーディア・コンサート・ホール | パティ・ルポーン                                                                                               | [ 14 ] |
| 2010年–2011年 | 2011年4月29日      | オードラ・マクドナルド、リーヴ・シュレイバー                           | 2011年5月23日 | ハマースタイン・ボールルーム     | ハーヴェイ・ファイアスタイン                                                                                   | [ 15 ] |
| 2011年–2012年 | 2012年4月27日      | ドナ・マーフィー、ブライアン・ダーシー・ジェームズ                     | 2012年6月3日  | ニューヨーク・タウン・ホール     | ブルック・シールズ、ブライアン・ダーシー・ジェイムズ                                                           | [ 16 ] |
| 2012年–2013年 | 2013年4月29日      | リンダ・ラヴィン、ジョン・ロイド・ヤング                               | 2013年5月19日 | ニューヨーク・タウン・ホール     | | [ 17 ] |
| 2013年–2014年 | 2014年4月25日      | ロバート・ロペス、クリステン・アンダーソン・ロペス、フラン・ドレシャー | 2014年6月1日  | ニューヨーク・タウン・ホール     | ローラ・ベナンティ                                                                                             | [ 18 ] |
| 2014年-2015年 | 2015年4月23日      | ジュディス・ライト、ジェシー・ミューラー                               | 2015年5月31日 | ニューヨーク・タウン・ホール     | ローラ・ベナンティ                                                                                             | [ 19 ] |
| 2015年-2016年 | 2016年4月28日      | マシュー・モリソン、ヴァネッサ・ウィリアムス                           | 2016年6月5日  | ニューヨーク・タウン・ホール     | マイケル・ユーリー                                                                                             | [ 20 ] |
| 2016年–2017年 | 2017年4月27日      | ローラ・ベナンティ、ハビエル・ムニョス                                 | 2017年6月4日  | ニューヨーク・タウン・ホール     | マイケル・ユーリー                                                                                             | [ 21 ] |
| 2017年–2018年 | 2018年4月26日      | TBA                                                                    | 2018年6月3日  | ニューヨーク・タウン・ホール     | TBA | [ 22 ] |

## 部門
演技部門
- 演劇女優賞
- 演劇助演女優賞
- ミュージカル女優賞
- ミュージカル助演女優賞
- 演劇男優賞
- 演劇助演男優賞
- ミュージカル男優賞
- ミュージカル助演男優賞
- ソロ・パフォーマンス賞
- アンサンブル・パフォーマンス賞

作品、技術部門
- ミュージカル作品賞
- ミュージカル再演賞
- ミュージカル演出賞
- ミュージカル脚本賞
- 作曲賞
- 演劇音楽賞
- 作詞賞
- 編曲賞
- 振付賞
- 演劇作品賞
- 演劇再演賞
- 演劇演出賞
- 装置デザイン賞
- 衣裳デザイン賞
- 照明デザイン賞
- ミュージカル音響デザイン賞
- 演劇音響デザイン賞

特別賞
- ユニーク・シアトリカル・エクスペリエンス賞
- レビュー賞
- プロジェクション・デザイン賞
- ドラマ・デスク特別賞

廃止された賞
- 演出賞
- 再演賞
- 演劇装置デザイン賞
- ミュージカル装置デザイン賞
- 音響デザイン賞

## 関連事項
舞台関連の他の賞を以下に示す:
- トニー賞
- ルシル・ローテル賞
- オビー賞
- ニューヨーク演劇評論家サークル
- ドラマ・リーグ賞
- シアター・ワールド賞